# Amechana nobilis
Amechana nobilis är en skalbaggsart som beskrevs av Thomson 1864. Amechana nobilis ingår i släktet Amechana och familjen långhorningar. Inga underarter finns listade i Catalogue of Life.